# Trophée Lasse-Oksanen
Le Trophée Lasse Oksanen est remis annuellement au meilleur joueur de la saison régulière de hockey sur glace du championnat de Finlande. Il est remis depuis 1994 et porte le nom de Lasse Oksanen, attaquant finlandais.

## Joueur récompensé
| Saison    | Équipe           | Joueur           |
| --------- | ---------------- | ---------------- |
| 1993-1994 | TPS Turku        | Esa Keskinen     |
| 1994-1995 | TPS Turku        | Saku Koivu       |
| 1995-1996 | Lukko Rauma      | Juha Riihijärvi  |
| 1996-1997 | TPS Turku        | Jani Hurme       |
| 1997-1998 | Ilves Tampere    | Raimo Helminen   |
| 1998-1999 | HIFK             | Jan Čaloun       |
| 1999-2000 | TPS Turku        | Kai Nurminen     |
| 2000-2001 | TPS Turku        | Tony Virta       |
| 2001-2002 | Tappara Tampere  | Janne Ojanen     |
| 2002-2003 | HPK Hämeenlinna  | Antti Miettinen  |
| 2003-2004 | HIFK             | Timo Pärssinen   |
| 2004-2005 | Jokerit Helsinki | Timothy Thomas   |
| 2005-2006 | HIFK             | Tony Salmelainen |
| 2006-2007 | HIFK             | Cory Murphy      |
| 2007-2008 | Jokerit Helsinki | Ville Leino      |
| 2008-2009 | Jokerit Helsinki | Juuso Riksman    |
| 2009-2010 | Tappara Tampere  | Jori Lehterä     |
| 2010-2011 | HIFK             | Ville Peltonen   |
| 2011-2012 | Ässät            | Tomáš Záborský   |
| 2012-2013 | Ässät            | Antti Raanta     |
| 2013-2014 | Ilves Tampere    | Michael Keränen  |
| 2014-2015 | Espoo Blues      | Kim Hirschovits  |
| 2015-2016 | Tappara          | Kristian Kuusela |
| 2016-2017 | Kärpät Oulu      | Mika Pyörälä     |
| 2017-2018 | Kärpät Oulu      | Julius Junttila  |
| 2018-2019 | Pelicans Lahti   | Oliwer Kaski     |
| 2019-2020 | Lukko Rauma      | Justin Danforth  |
| 2020-2021 | Lukko Rauma      | Robin Press      |